# Anzeiger Interlaken
Der Anzeiger Interlaken ist ein amtliches Publikationsorgan im Kanton Bern, das die Region Interlaken-Oberhasli abdeckt. Die Zeitung erscheint wöchentlich donnerstags. Die Druckausgabe wird kostenlos an alle Haushalte, Firmen und Verwaltungen der 23 angeschlossenen Gemeinden verteilt, zusätzlich ist sie kostenlos als ePaper verfügbar.

## Geschichte und Herausgeber
1898 schrieb Otto Schlaefli, Besitzer einer Druckerei, an die Gemeinden im Amtsbezirk und schlug vor, einen Anzeiger für den Amtsbezirk Interlaken herauszugeben – was genehmigt und gemacht wurde. Am 15. Dezember 1898 erschien der erste Anzeiger für den Amtsbezirk Interlaken. Bis auf einen kurzen Unterbruch 1931 hat ihn seither jede Woche derselbe Verlag herausgegeben – zuerst Otto Schlaefli, dann dessen Geschäftsführer Fritz Heiniger, ab 1973 die Schlaefli AG der Familie Erich und Hermann Reber, ab 1991 die Schlaefli & Maurer AG und seit 2014 die Verlag Schlaefli & Maurer AG, die ihren Sitz in Unterseen hat. Im Jahr 2024 feierte der Anzeiger Interlaken sein 125-jähriges Bestehen.
Der Anzeiger Interlaken ist Mitglied in der WEMF.

## Inhalt und Funktion
Als amtliches Publikationsorgan enthält der Anzeiger Interlaken die amtliche Mitteilungen der Gemeinden, wie beispielsweise Einladungen zu Gemeindeversammlungen, Budgetbeschlüsse oder öffentliche Ausschreibungen. Neben diesen offiziellen Bekanntmachungen bietet die Zeitung auch redaktionelle Beiträge zu lokalen Ereignissen, kulturellen Veranstaltungen, Vereinsaktivitäten und anderen Themen von regionalem Interesse. Ein besonderes Augenmerk liegt auf der Förderung des lokalen Handels und der regionalen Identität.

## Erscheinungshäufigkeit und Verbreitung
Der Anzeiger Interlaken erscheint jeden Donnerstag als Druckausgabe und Online als ePaper und erreicht wöchentlich etwa 26'410 Haushalte in den folgenden 23 Gemeinden:
- Beatenberg
- Bönigen
- Brienz
- Brienzwiler
- Därligen
- Grindelwald
- Gsteigwiler
- Gündlischwand
- Habkern
- Hofstetten
- Interlaken
- Iseltwald
- Lauterbrunnen (inkl. Gimmelwald, Isenfluh, Mürren, Stechelberg und Wengen)
- Leissigen
- Lütschental
- Matten
- Niederried
- Oberried
- Ringgenberg (mit Goldswil)
- Saxeten
- Schwanden
- Unterseen
- Wilderswil

In den angrenzenden Gemeinden Guttannen, Hasliberg, Innertkirchen, Meiringen und Schattenhalb wird der Anzeiger Interlaken als zusätzliche Dienstleistung verteilt, während dort der Anzeiger Oberhasli als offizielles Publikationsorgan fungiert.